# Sara Möller (konstnär)
Sara Möller, född 1982 i Växjö, är en konstnär, skulptör och keramiker med inriktning mot utställningar och offentlig konst. Möllers skulptur Pissed Elin från 2017, vars titel syftar på författaren Elin Wägner, gav upphov till en offentlig konstdebatt i samband med att den installerades i skulpturparken Växjö Art Site.